# Fußball in Argentinien

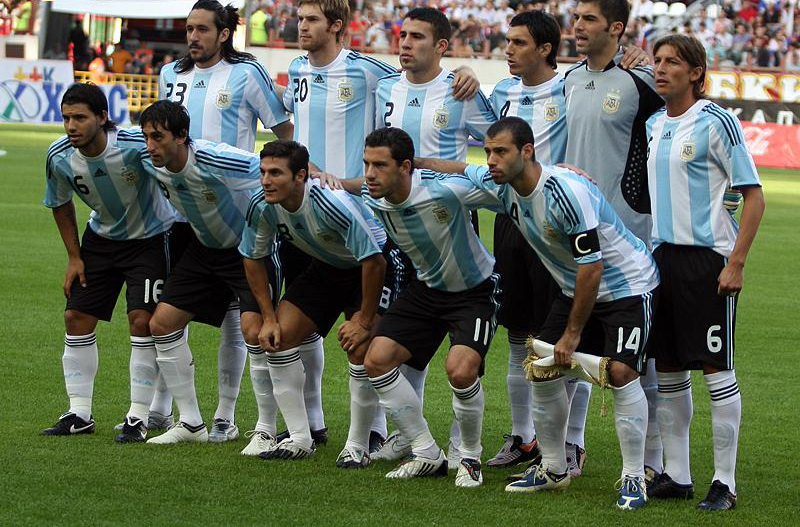
Argentinische Fußballnationalmannschaft im Jahr 2009

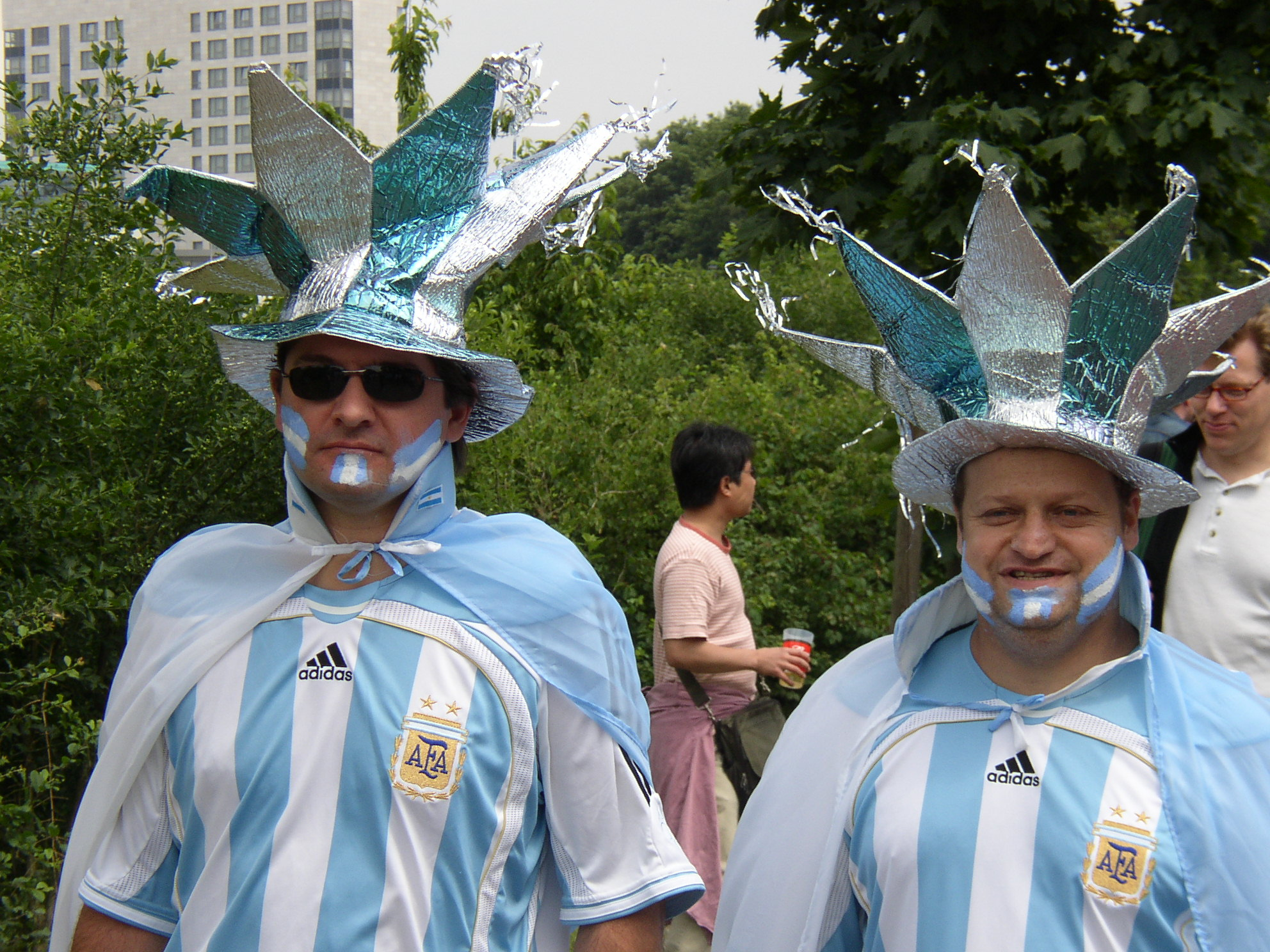
Argentinische Fans bei der WM 2006

Fußball ist in Argentinien die bei weitem beliebteste Sportart. Er wird nicht nur in Vereinen, sondern hauptsächlich auf Bolzplätzen und Straßen in oft sehr informellen Bedingungen gespielt. Auch Argentinier, die nicht aktiv spielen, sind in der Regel Fan eines bestimmten Vereins oder zumindest der eigenen Nationalmannschaft. Bei weiten Teilen der Bevölkerung nimmt der Fankult einen erheblichen Stellenwert im täglichen Leben ein. Wichtige Turniere – etwa Weltmeisterschaft und Copa América – sowie die Derbys zwischen den wichtigsten Mannschaften, vor allem der Superclásico zwischen den Boca Juniors und River Plate, ziehen große Menschenmassen an, die die Spiele entweder im Stadion oder im Fernsehen verfolgen.
Der argentinische Fußball hat den Ruf, den typisch südamerikanischen, von ausgefeilter Technik geprägten Fußballstil mit dem typischen europäischen Taktik- und Kampffußball zu verbinden. Die argentinische Herren-Nationalmannschaft, Weltmeister 1978, 1986 und 2022, gehört zu den erfolgreichsten der Welt. Die erste Liga, die Primera División ist neben der brasilianischen Série A als die stärkste Südamerikas anzusehen und ihre Vereine haben mit Abstand die meisten Titel bei der Copa Libertadores gewonnen.

## Geschichte
Fußball wurde im späten 19. Jahrhundert von englischen Einwanderern nach Argentinien gebracht. Viele Namen heutiger Fußballvereine, wie River Plate oder die Newell’s Old Boys, deuten auf diesen Ursprung hin. Das erste überlieferte offizielle Fußballspiel wurde im Jahr 1867 im Cricket-Club von Buenos Aires ausgetragen; es wurde vom im selben Jahr gegründeten ersten Fußballverein Argentiniens, dem Buenos Aires Football Club, ausgerichtet. Wegen Mangel an Spielern hatte jede Mannschaft dabei nur 8 Mitglieder. In der folgenden Zeit kam es allerdings zu zahlreichen Vereinsgründungen in der englischen Einwanderergemeinschaft. 1891 wurde mit der Argentine Association Football League die erste offizielle Liga gegründet, die Vorläuferorganisation des heutigen argentinischen Fußballverbandes.
Als der Fußballsport auch in anderen Ländern immer beliebter wurde, sprang er auch in Argentinien von der englischen Einwandererschaft auf den Rest der Bevölkerung über. Im Jahr 1890 wurde die Nationalmannschaft der Herren gegründet, die ihr erstes Länderspiel am 16. Mai gegen das Nachbarland Uruguay mit 3:2 gewann.
Im Laufe des 20. Jahrhunderts entwickelte sich Fußball zu einem Massensport im Land. Es gab zunächst mehrere konkurrierende Verbände, die sich 1934 zur Asociación del Football (später Fútbol) Argentino (AFA) zusammenschlossen. Noch davor, im Jahr 1931, war offiziell die Liga Argentina de Football, die erste Profiliga eingeführt worden, die sich allerdings noch auf die Großräume Buenos Aires, Rosario und La Plata beschränkte. Nach der Gründung der AFA drängten immer mehr Vereine aus dem Landesinnere in diese Liga, bis zu den 60er Jahren blieben sie jedoch eine verschwindende Minderheit.
Erst 1966 wurde die Struktur des Ligasystems grundlegend reformiert. Die auf den Großraum Buenos Aires konzentrierte "traditionelle" Liga wurde Torneo Metropolitano genannt und konkurrierte ab diesem Jahr mit dem landesweiten Campeonato Nacional, das im Pokalmodus mit K.-o.-Runde ausgetragen wurde. Das Metropolitano wurde im ersten Halbjahr des Jahres ausgetragen, während im zweiten das Nacional als Meisterschaft veranstaltet wurde. Damit begann die Fußballlandschaft aus der Stagnation der vorherigen Jahre auszubrechen, es wurde erstmals auch kleineren Mannschaften die Möglichkeit gegeben, Meister zu werden. 1978 richtete das Land die Fußball-Weltmeisterschaft aus, dabei wurde die argentinische Nationalmannschaft zum ersten Mal Weltmeister.
1985 wurde eine weitere Reform des Ligasystems vorgenommen. An Stelle von zwei konkurrierenden Ligen wurde eine landesweite Liga namens Primera División auf der Basis des Metropolitano gegründet, die um eine zweite Profiliga, die Nacional B, erweitert wurde. Ab der Saison 1990/91 wurden zwei Meister pro Jahr ausgespielt (Apertura und Clausura). Dieses System wurde 2012 zu Gunsten einer Hin- und einer Rückrundenmeisterschaft abgeschafft und seit 2015 gibt es einjährige Meisterschaftssaisons.
Nach dem Weltmeistertitel 1978 waren der Weltmeistertitel 1986 (gegen Deutschland) und der zweite Platz 1990 (erneut gegen Deutschland) die größten Erfolge für die Nationalmannschaft. 1991 wurde erstmals seit 1959 wieder die Copa América gewonnen und zwei Jahre später (1993) dieser Titel verteidigt, der insgesamt 14. Titel bei den Südamerikanischen Meisterschaften. Trotz teilweise herausragender Leistungen bei internationalen Turnieren gelangen in den 1990er Jahren keine weiteren Titel. Tiefpunkt war die WM 2002, in der das Team bereits in der Vorrunde ausschied. 2004 und 2008 holte die argentinische Olympiaauswahl jeweils die Goldmedaille. 2006 und 2010 scheiterten die Argentinier jeweils im Viertelfinale der Fußball-WM an der deutschen Mannschaft; 2014 wurde man hingegen immerhin Vizeweltmeister (erneut gegen Deutschland), der größte Erfolg seit 1990. 2015 und 2016 stand Argentinien bei zwei Copa Américas infolge im Finale und verlor beide jeweils im Elfmeterschießen gegen Chile. Nach dem Achtelfinalaus bei der WM 2018 gegen Frankreich gelang bei der Copa América 2021 erstmals seit 1993 wieder ein internationaler Titel (außer Olympische Spiele). Bei der WM 2022 folgte der dritte Weltmeistertitel. 2024 gewann Argentinien erneut die Copa América.
2011 führte die AFA einen Pokalwettbewerb ein, der den Namen Copa Argentina trägt, um den Fußball zu „föderalisieren“, also auch Vereinsmannschaften aus Provinzen ohne Profibetrieb die Teilnahme an einem landesweiten Turnier zu ermöglichen.

## Ligensystem
Im Vereinsbetrieb der Herrenmannschaften gibt es fünf Profiligen. Die beiden höchsten Spielklassen, die Primera División und die Nacional B, sind eingleisig, während die darunterliegenden Spielklassen in zwei Gruppen aufgeteilt sind: die Vereine, die direkt der AFA unterstehen (die meisten des Großraumes Buenos Aires), und denen, die regionalen Fußballverbänden unterstehen, die wiederum an die AFA angeschlossen sind (Vereine des Landesinneren und einige vereinzelte des Großraums Buenos Aires).
Aus historischen Gründen unterstehen einige Mannschaften aus der Provinz Santa Fe (Rosario Central, Newell’s Old Boys, Central Córdoba, Argentino, Colón und Unión) ebenfalls direkt der AFA.

### Primera División (1. Liga)
Die Primera División ist die erste argentinische Fußballliga. In ihr spielen 26 Mannschaften (Stand 2018/2019) um den argentinischen Meistertitel sowie die Qualifikation zu den internationalen Turnieren Copa Libertadores und Copa Sudamericana. Seit der Saison 2017/2018 wird die 1. Liga auch Superliga genannt.

### Primera B Nacional (2. Liga)
Der zweiten argentinischen Liga Primera B Nacional gehören 25 Mannschaften an (Stand 2018/2019). Der beste Verein steigt in die Primera División auf, acht weitere erhalten über eine Relegationsrunde (promoción) ebenfalls die Chance zum Aufstieg (Stand 2018/2019).

### 3. Liga
Die dritte argentinische Liga ist zweigeteilt und besteht aus dem Torneo Argentino A für Mannschaften aus dem Landesinneren und der Primera B Metropolitana für Mannschaften der Hauptstadtregion.

#### Primera B Metropolitana
In der Primera B spielen 21 Mannschaften aus Buenos Aires, La Plata und Umgebung. Der Modus gleicht der Nacional B, es wird also eine Meisterschaft pro Jahr ausgespielt. Der Meister steigt direkt in die Primera B Nacional auf. Die Mannschaften auf den Plätzen 2 bis 9 spielen eine Playoff-Aufstiegsrunde, deren Gewinner mit einer Mannschaft aus dem Nacional B um den Aufstieg bzw. den Klassenerhalt spielt. Die Mannschaft mit dem schlechtesten Punkteschnitt der letzten drei Jahre steigt direkt in die Primera C ab, der zweitschlechteste spielt die promoción.

#### Torneo Federal A (ehemals Argentino A)
Im Torneo Federal A spielen 25 Mannschaften außerhalb des Großraums Buenos Aires in vier regional abhängigen Gruppen um die Meisterschaft. Gespielt wird in einer Gruppenphase (3 Gruppen) und einem darauffolgenden K.-o.-System, in dem die Aufsteiger in die Primera Nacional ermittelt werden. Der Meister steigt direkt auf, der Zweite spielt gegen die Mannschaft aus der Primera Nacional mit dem schlechtesten Punkteschnitt des Landesinneren (ausgenommen die Direktabsteiger) in einer Relegationsrunde (promoción).
Die beiden Gruppenletzten mit der schlechtesten Wertung steigen direkt ins Torneo Federal B ab, der beste Letzte und der schlechteste Vorletzte kommen in die promoción (Relegationsrunde).

### 4. Liga

#### Primera C Metropolitana
In der Primera C spielen 20 Mannschaften aus dem Raum Buenos Aires im selben Modus wie in der Primera B, es gibt also eine Meisterschaft, einen direkten Auf- und Absteiger, eine Playoff-Runde die zur Aufstiegs-promoción berechtigt und einen möglichen Absteiger in die Primera D über die Abstiegs-promoción.

#### Torneo Federal B (ehemals Argentino B)
Im Torneo Federal B spielen 48 Mannschaften in zwei Gruppenphasen und einem darauffolgenden K.-o.-System um den Aufstieg ins Torneo Federal A. In der ersten Runde gibt es 6 Gruppen, die besten 16 werden in vier Vierergruppen eingeteilt und spielen die zweite Runde. Die Punktbesten jeder Gruppe spielen zwei Finalspiele gegeneinander. Die beiden Gewinner steigen direkt auf, die Verlierer kommen in die promoción.
Es gibt drei direkte Absteiger, die aus den Punktschlechtesten der Gruppen der ersten Runde über ein einmaliges K.-o.-Spiel ermittelt werden. Die Verlierer dieser Spiele steigen direkt ab, die Gewinner spielen eine promoción mit den jeweils Zweiten des Torneo del Interior. Diese 4. Liga endete 2018 und sein Format wurde am 25. Januar 2019 an den Torneo Federal Regional Amateur angepasst.

#### Torneo Regional Federal Amateur (ab Januar 2019)
Im Torneo Regional Federal Amateur spielen 241 Mannschaften, die in 8 Regionen des Landes eingeteilt sind. Nach der Qualifikationsrunde werden Play-off-Spiele mit vier qualifizierten Mannschaften abgeschlossen, die in die dritte Liga aufsteigen. Im Jahr 2020 sind noch Änderungen am Turnierformat angekündigt.

### 5. Liga

#### Primera D Metropolitana
Die fünfte argentinische Profiliga für den Großraum Buenos Aires heißt Primera D, wo 18 Mannschaften um den Aufstieg in die Primera C spielen. Der Modus ist seit 2007/08 identisch mit dem der Primera B und Primera C, es wird also eine Meisterschaft ausgespielt und gibt eine Playoff-Runde.
Die Mannschaft mit dem schlechtesten Punkteschnitt wird vom AFA-Ligensystem für ein Jahr ausgeschlossen und einer anderen Mannschaft die Chance gegeben, in der Primera D mitzuspielen. Nach dem Jahr Sperre kann die Mannschaft zurückkehren, wenn sie einen neuen Startplatz kauft, ansonsten springt eine andere Mannschaft ein oder die Liga wird verkleinert.

#### Torneo del Interior / (ehemals Argentino C)
Für das Landesinnere gibt es seit 2005 das Torneo Argentino C (auch Torneo del Interior genannt), an dem 218 Mannschaften teilnehmen. Die Mannschaften werden in drei Zonen eingeteilt, in denen jeweils eine Gruppenphase und ein K.-o.-System stattfindet. Die Sieger der zweiten Runde steigen direkt ins Argentino B auf, die Verlierer spielen eine promoción um den Aufstieg.
Die Qualifizierung zum Torneo Argentino C erfolgt über die regionalen Amateur-Fußballligen der Provinzen, deren Meister berechtigt sind, an diesem Turnier teilzunehmen. Oftmals verzichten die Meister jedoch aus wirtschaftlichen Gründen – insbesondere, wenn sie aus kleinen Orten stammen – und geben ihren Startplatz in diesem Turnier an eine andere, besser vorbereitete Mannschaft ab.
Diese 5. Liga endete 2018 und sein Format wurde am 25. Januar 2019 an den Torneo Federal Regional Amateur angepasst und mit der 4. Liga verbunden (außer in der Area Metropolitana).

### Regionale Fußball-Ligen
Jeder der regionalen Fußballverbände hat mindestens eine Liga, die größten haben ein mehrklassiges Ligensystem. Dabei kann es durchaus vorkommen, dass ein Verein sowohl eine Mannschaft in einer oder gar mehreren regionalen Ligen unterhält, als auch in einem der Profiturniere teilnimmt. Oft sind die regionalen Ligen sehr klein, sie existieren entweder auf Orts- oder etwa auf Partido bzw. Departamento-Ebene.
Will ein regionaler Verband eine neue Liga einführen, so muss diese durch den Bundeskongress der AFA genehmigt werden, die den Regionalverbänden vorsteht.

## Pokalwettbewerb „Copa Argentina“
Unter dem Namen Copa Argentina wird ab 2011 der offizielle Vereinspokal der AFA ausgetragen. Der Name orientiert sich dabei an zwei Turnieren, die 1969 und 1970 stattfanden.
An der Copa Argentina nehmen alle Vereinsmannschaften aus den Profiligen Primera División, Primera B Nacional, Primera B Metropolitana und Torneo Argentino A und Primera C und Torneo Argentino B sowie die Amateurmannschaften der Primera D Metropolitana und vier Mannschaften aus Provinzen teil, die an keinem der Profiturniere teilnehmen.
Der Spielmodus folgt dem K.-o.-System: Zunächst spielen die unterklassigen Mannschaften stufenweise die Hälfte der 32 Teilnehmer der Endrunde aus, in der sie auf die besten 16 Mannschaften aus der Primera División treffen. Die 32 Endrundenteilnehmer spielen dann in Sechzehntel-, Achtel-, Viertel- und Halbfinale mit Hin- und Rückspiel sowie in einem einzigen Finalspiel den Sieger aus. Der Sieger ist berechtigt, an der Copa Sudamericana teilzunehmen.

## Frauenfußball
Fußball gilt in Argentinien im Gegensatz etwa zum Nachbarland Brasilien noch hauptsächlich als Männersportart. Trotzdem spielen viele Frauen und Mädchen als Hobby Fußball. Es gibt jedoch noch keine landesweite Liga, sondern nur regionale Amateurligen, die meisten davon im Raum Buenos Aires. Als inoffizieller Meister gilt der Sieger der Liga der Hauptstadtregion, die neben dem Gran Buenos Aires auch La Plata umfasst und als einzige von der AFA organisiert wird. Auch im Frauenfußball sind die erfolgreichsten Vereine die Boca Juniors und River Plate.
Die Frauenfußball-Nationalmannschaft nahm im Jahr 2003 zum ersten Mal bei einer Weltmeisterschaft teil, schied jedoch bereits in der Vorrunde nach drei deutlichen Niederlagen (0:6, 0:3 und 1:6) aus. 2006 gelang den Argentinierinnen der erstmalige und bisher einzige Gewinn der Südamerikameisterschaft im eigenen Land und damit auch die Qualifikation für die WM 2007 in China. Der 2:0-Sieg über Brasilien war zugleich der erste Sieg gegen die Rivalinnen aus dem Nachbarland. Bei der WM 2007 schied die Mannschaft jedoch ebenfalls direkt nach der Vorrunde aus, während die Brasilianerinnen den zweiten Platz erreichten. 2011 schied sie bereits in der Qualifikation aus.

### Ligen und Turniere
Es existiert keine landesweite Frauen-Fußballliga in Argentinien, ebenso wenig ein professioneller Spielbetrieb. Es gibt zwar mehrere Turniere, die sich argentinische Meisterschaft nennen, keines davon ist aber offiziell von der AFA anerkannt. Ebenfalls gibt es einen inoffiziellen Pokalwettbewerb, die Copa Challenger.

#### Torneo Femenino
Das Torneo Femenino ist die einzige Liga, die direkt von der Asociación del Fútbol Argentino (AFA) ausgerichtet wird. Obwohl sie nur die Hauptstadtregion rund um Buenos Aires umfasst, wird sie inoffiziell als ranghöchstes Frauenturnier dieses Landes angesehen.
Das Turnier wird seit 1991 ausgetragen. Rekordmeister sind die Boca Juniors mit 26 Titeln, gefolgt von River Plate mit 11.
Da es keine rangniedrigere Liga gibt, findet kein Auf- und Abstieg der Mannschaften statt. Die Teilnehmer ändern sich daher nur, wenn bestimmte Mannschaften freiwillig ausscheiden und Platz für andere machen.

#### Ligen des Landesinneren
Neben diesem Turnier existieren folgende lokale und regionale Amateur-Frauenligen in folgenden Regionen:
- Chaco
- San Carlos de Bariloche, die umfangreichste und populärste Liga mit mehreren Spielklassen
- Rosario
- Mendoza
- Córdoba

In San Salvador de Jujuy und Posadas sowie in Río Grande befinden sich Ligen im Aufbau.

## Sonstiges
Im argentinischen Bell Ville wurde 1931 der moderne Fußball (das Sportgerät) erfunden. Zuvor war die Luft in eine Schweinsblase gepumpt worden, die danach zugeknotet wurde. Luis Polo, Antonio Tosolini und Juan Valbonesi bauten in den Ball ein Ventil ein, so dass er immer wieder aufgepumpt werden konnte. Ab 1936 wurde er unter dem Namen Superball in den Turnieren der AFA verwendet.